# Victor Kodelja
Victor Kodelja (Capua; 26 de noviembre de 1951) es un exfutbolista canadiense nacido en Italia que jugaba como defensa.

## Trayectoria
De 1969 a 1973, jugó en la liga organizada por la Pacific Coast Soccer League con varios clubes de Vancouver. En 1974, firmó con los Vancouver Whitecaps en la temporada inaugural del equipo en la liga.
En 1976, se mudó al San Antonio Thunder. Al final de la campaña, el equipo se trasladó a Hawái donde se convirtió en Team Hawaii en 1977.
En 1978, regresó a tierra firme con San Jose Earthquakes; 1981 con Calgary Boomers; 1982-1983 con Toronto Blizzard y 1984 con el Chicago Sting. Permaneció con el Sting cuando el equipo se trasladó a la Major Indoor Soccer League tras el colapso de la NASL.

## Selección nacional
Jugó ocho veces para Canadá desde 1974 hasta 1977. Debutó el 12 de abril de 1974 en un empate sin goles contra Bermudas en Hamilton.

### Participaciones en Campeonatos Concacaf
| Copa                                          | Sede   | Resultado     | Part. | Goles |
| --------------------------------------------- | ------ | ------------- | ----- | ----- |
| Campeonato de Naciones de la Concacaf de 1977 | México | Cuarto puesto | 2     | 0     |

## Clubes
| Club                 | País           | Año       |
| -------------------- | -------------- | --------- |
| Vancouver Columbus   | Canadá         | 1968-1970 |
| Vancouver Spartans   | Canadá         | 1971      |
| Vancouver Italia     | Canadá         | 1972-1973 |
| Vancouver Whitecaps  | Canadá         | 1974-1975 |
| San Antonio Thunder  | Estados Unidos | 1976      |
| Team Hawaii          | Estados Unidos | 1977      |
| San Jose Earthquakes | Estados Unidos | 1978-1979 |
| Calgary Boomers      | Estados Unidos | 1980-1981 |
| Toronto Blizzard     | Canadá         | 1982-1983 |
| Chicago Sting        | Estados Unidos | 1983-1985 |